# Hello...x
Hello...x è il secondo album in studio della cantautrice californiana Tristan Prettyman, pubblicato ufficialmente il 15 aprile 2008 dall'etichetta discografica Virgin Records.

## Tracce
1. Hello
2. Echo
3. California Girl
4. Madly
5. Blindfold
6. Handshake
7. War Out of Peace
8. You Got Me
9. Don't Work Yourself Up
10. A Little Bit
11. Onterviews
12. In Bloom
13. God Gave Me Patience (Traccia bonus edizione giapponese)
14. Hummingbirds (Traccia bonus edizione giapponese)

## Classifiche
| Classifica (2008)  | Posizione massima |
| ------------------ | ----------------- |
| U.S. Billboard 200 | 27                |
| Giappone           | 43                |